# نيل كول
نيل كول (بالإنجليزية: Neil Cole)‏ هو محامي وكاتب مسرحي وسياسي أسترالي، ولد في 25 مايو 1957 في أستراليا. حزبياً، نشط في حزب العمال الأسترالي. وقد انتخب عضو الجمعية التشريعية فيكتوريا عن دائرة Electoral district of Melbourne ‏ (1 أكتوبر 1988 – 24 أغسطس 1999).